# Fondu au noir (film)
Pour les articles homonymes, voir Fondu au noir et Fade to Black.
Pour plus de détails, voir Fiche technique et Distribution.
Fondu au noir (Fade to Black) est un film américain de Vernon Zimmerman, sorti en 1980.

## Synopsis
Eric Binford, un jeune célibataire vivant chez sa tante handicapée, est un grand fan de cinéma et passe son temps libre chez lui à regarder des films sur son projecteur. Un jour, il rencontre Marilyn O'Connor, sosie de Marilyn Monroe (grand admirateur, il en nie la mort), de laquelle il s'éprend, et cherche à la séduire. Cependant, un soir où il regardait un film, sa tante, furieuse de son inactivité, casse son projecteur sous le coup de la colère. Le jeune Eric envoie alors le fauteuil roulant de sa tante dans les escaliers et la tue. Il commence alors à sombrer dans la folie et se rebaptise lui-même Cody Jarrett, en référence au personnage de L'Enfer est à lui de Raoul Walsh. Par la suite, Eric connaît quelques accrochages avec certaines personnes, dont un collègue qui lui devait de l'argent ou une prostitué l'ayant insulté. Il va alors incarner les personnages de ses films favoris afin de tuer ces personnes sans laisser la moindre trace. 
Un soir, il feint de faire un shooting photo pour son aimée, Marilyn O'Connor, mais c'est alors que la police locale qui mène l'enquête des meurtres qu'il a commis, arrive au studio en interrompant la séance. Eric s'enfuit alors avec Marilyn jusque dans un cinéma sur Hollywood Boulevard. Sous la pression de la police, il en vient à kidnapper Marilyn en l'emmenant sur le toit du cinéma. Il se fait alors tirer dessus. Blessé, il enferme Marilyn dans la cage d'escalier, puis monte au sommet du toit du haut duquel il se refait tirer dessus avant de tomber et de succomber à sa chute.

## Fiche technique
- Titre : Fondu au noir
- Titre original : Fade to Black
- Réalisation : Vernon Zimmerman
- Scénario : Vernon Zimmerman
- Producteurs : George G. Braunstein et Ron Hamady
- Musique : Craig Safan
- Photo : Alex Phillips Jr
- Pays d'origine :  États-Unis
- Durée : 100 min
- Dates de sortie :
  - États-Unis : 14 octobre 1980
  - France : 20 mai 1981

## Distribution
- Dennis Christopher (VF : Bernard Jourdain) : Eric Binford
- Tim Thomerson (VF : Michel Creton) : Jerry Moriarty
- Gwynne Gilford (VF : Françoise Dorner) : l'inspectrice Anne Oshenbull (VF : Archambault)
- James Luisi (VF : Jacques Thébault) : le capitaine M.L. Gallagher
- Linda Kerridge (VF : Sylvie Feit) : Marilyn O'Connor
- Morgan Paull (VF : Mike Marshall) : Gary Bially
- Normann Burton (VF : Jacques Ferrière) : Marty Berger, le patron d'Eric
- Eve Brent (VF : Sylvie Moreau) : Stella Binford, la tante d'Eric
- Mickey Rourke (VF : Dominique Collignon-Maurin) : Richie, un collègue d'Eric
- Hennen Chambers : Bart, un collègue d'Eric
- Marcie Barkin : Stacy, l'amie de Marilyn
- Teddi Siddall (VF : Catherine Allégret) : Jill, la prostituée
- Bob Drew (VF : Jacques Ebner) : le révérend Shick, aux funérailles
- Al Tafoya (VF : Jacques Ferrière) : le présentateur du JT
- Clyde Primm (VF : Jacques Richard) : le libraire spécialisé en cinéma
- James Cagney (VF : Pierre Trabaud) : Cody Jarett dans L'Enfer est à lui (images d'archives, non crédité)
- Richard Widmark (VF : Roger Rudel) : Tommy Udo dans Le Carrefour de la mort (images d'archives, non crédité)